# 國立土庫高級商工職業學校
國立土庫高級商工職業學校（英語：National Tuku Vocational High School of Commerce & Industry；簡稱：TKVS），簡稱土庫商工，是一所位於中華民國雲林縣土庫鎮的國立技術型高級中等學校。

## 校史
鑒於政府方從中國大陸遷臺不久，中華民國深知時局不穩，遂實施「防空疏散政策」，規劃臺灣省各省立學校設立分校。1955年，時任雲林縣土庫鎮鎮長林庭訓、鎮民代表會主席陳章慶等人邀請臺灣省立嘉義商業職業學校校長劉舫秋訪問該鎮，並在現土庫商工校址設分部，成立「臺灣省立嘉義商業職業學校土庫分部'」。當年即招收商科初級部男女各1班、高級部男女混合班1班。
- 1967年擴大招生，招收商科初級部3班、商科高級部4班，全校合計22班。
- 1968年實施「省辦高中，縣市辦初中」政策，停招初級部並增加高級部名額，分商科為綜合商業科4班、會計統計科2班、文書事務科1班，仍合計22班。
- 1969年獨立設校，改制「臺灣省立土庫高級商工職業學校」。校內科系調整為綜合商業科3班、會計統計科3班、文書事務科1班、建築製圖科2班、廣告設計科1班，合計24班。*1971年，原初中部學生全數畢業後試辦附設進修補習學校，招收綜合商業科1班，次年正式辦理。
- 1974年，補校增設自給自足班1班。
- 1983年8月，附設進修補習學校試辦招收以延長職業教育為主之國民教育班1班。
- 1984年8月，附設進修補習學校與雲林縣莿桐鄉大將紡織股份有限公司合作，招收員工進修班1班。
- 1987年8月，因私校招生不足，附設進修補習學校停招國民教育班。另因大將紡織股份有限公司擴廠，員工進修班亦暫停辦理。
- 1988年8月，實施新課程標準，綜合商業科更名為商業經營科，會計統計科更名為會計事務科。招收建築製圖科2班、商業經營科2班、會計事務科3班、文書事務科1班、廣告設計科1班，合計28班。附設進修補習學校招收員工進修班1班。
- 1992年2月，附設進修補習學校增設延長教育班，招收商業資訊科春季班1班，並於寒假招生。
- 1994年10月，成立「財團法人土庫商工學校文教基金會」。
- 1995年2月，附設進修補習學校延長教育班更名為「實用技能班」。
- 1999年6月，附設進修補習學校更名為「附設進修學校」。
- 2000年因應臺灣省政府組織功能調整，改隸中央政府，校名更名為「國立土庫高級商工職業學校」。

## 歷任校長
| 屆任              | 姓名   | 性別 | 在任                         | 異動原因                       |
| ----------------- | ------ | ---- | ---------------------------- | ------------------------------ |
| 第1任             | 辛業泉 | 男   | 1969年8月1日至1975年7月31日  | 調任新竹高商                   |
| 第2任             | 張文華 | 男   | 1975年8月1日至1980年7月31日  | 退休                           |
| 第3任             | 王梁甫 | 男   | 1980年8月1日至1991年7月31日  | 退休                           |
| 第4任             | 吳景南 | 男   | 1991年8月1日至2001年7月31日  | 退休                           |
| 第5任             | 蔡瓊玉 | 女   | 2001年8月1日至2009年7月31日  | 調任家齊女中                   |
| 第6任             | 何景標 | 男   | 2009年8月1日至2015年7月31日  | 調任南投高商                   |
| 第7任             | 何佩玲 | 女   | 2015年7月1日至 2023年1月19日 | 退休                           |
| 代理 （教務主任） | 趙偉全 | 男   | 2023年1月20日-2023年8月1日   | 2023年2月第7任校長退休所代理。 |
| 第8任             | 吳星宏 | 男   | 2023年8月2日--迄今           | 原和美實校校長                 |

## 外部連結
- 土庫商工網站（页面存档备份，存于）（繁體中文）